# Tafelspitz

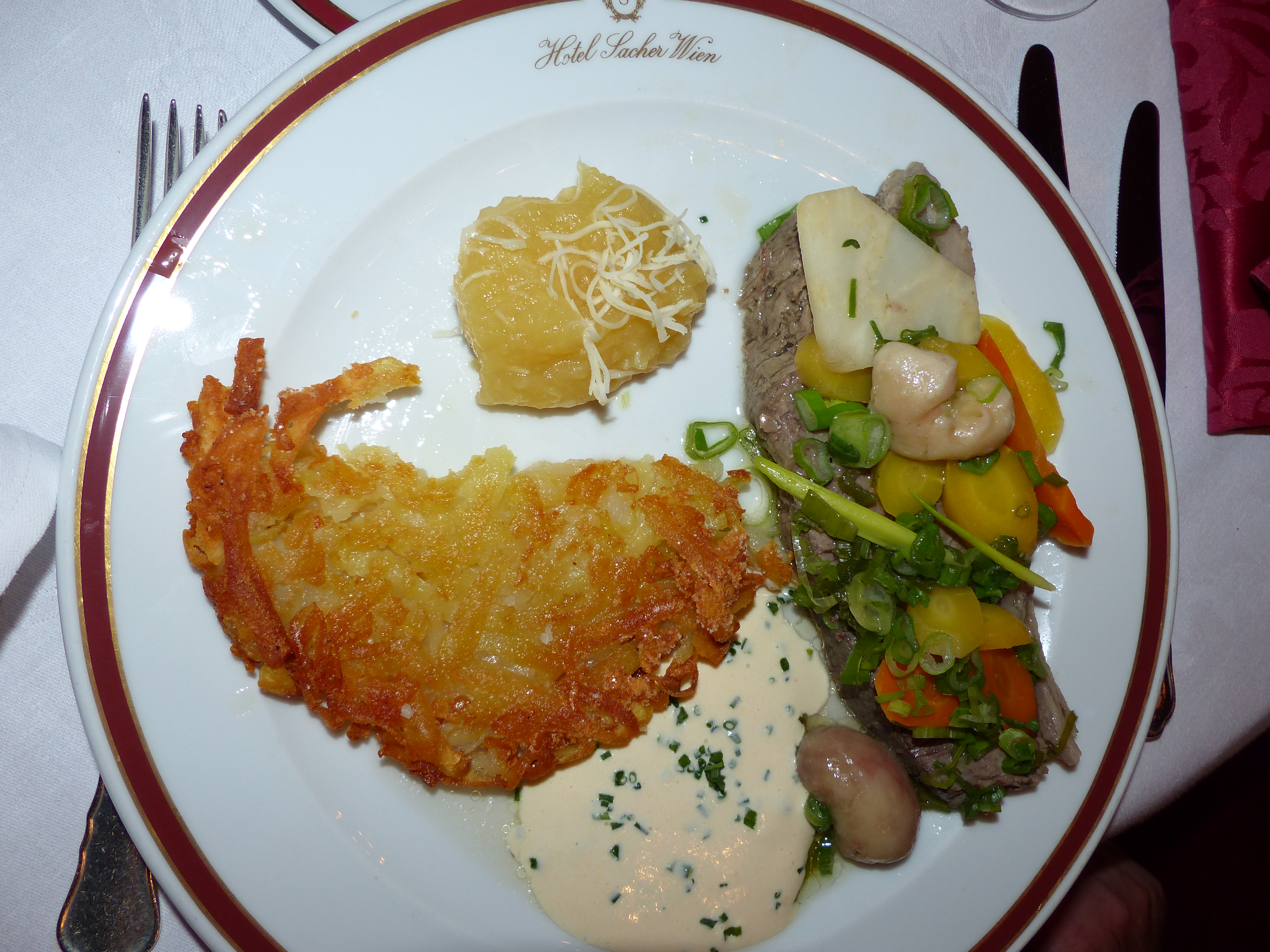
Tafelspitz ve vídeňském hotelu Sacher

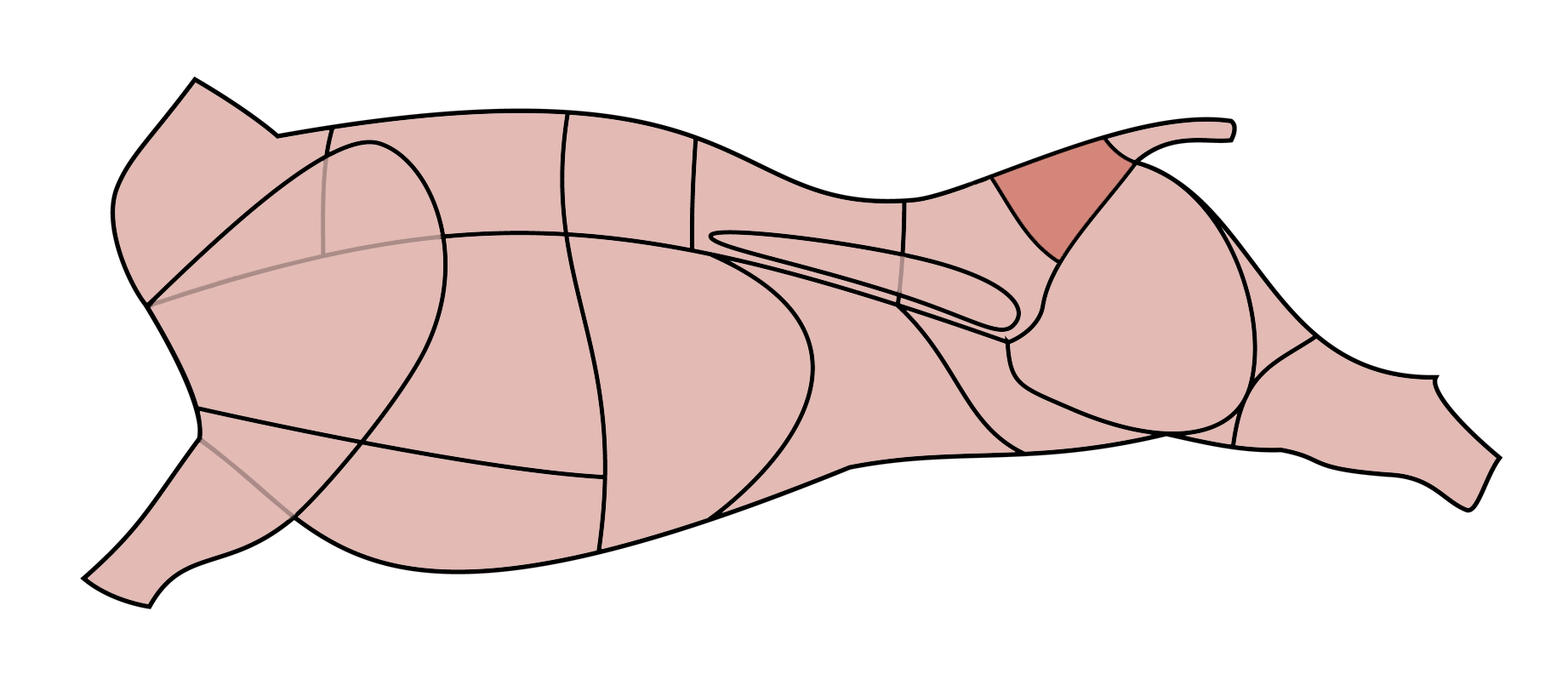
Lokalizace květové špičky

Tafelspitz (doslova tabulová špička) je pokrm rakouské kuchyně, který se vaří z hovězího nebo telecího masa. Proslavil ho císař František Josef I., který ho označil za své oblíbené jídlo, a je stálou součástí jídelníčku vídeňských restaurací, z nichž nejznámější jsou Plachutta a Zum Schwarzen Kameel.
Jídlo se připravuje z kousku masa zvaného květová špička: tento sval není příliš namáhaný, je proto jemný a prokvetlý tukem. Maso vcelku se pomalu uvaří v měděném hrnci s cibulí, kořenovou zeleninou, bobkovým listem a kostmi. Tradičně se podává napřed silný vývar (obvykle s celestýnskými nudlemi a játrovými knedlíčky) a jako druhý chod maso nakrájené na plátky s přílohami, k nimž patří křen strouhaný s jablky, studená omáčka Schnittlauchsauce (připravuje se ze syrových žloutků, rozšlehaných s toastovým chlebem namočeným do vývaru, strouhaným vařeným vejcem a nasekanou pažitkou), dušený špenát, fazolky na smetaně a vařené nebo osmažené brambory (rösti). Někdy se podává také pečivo, na které si strávník maže teplý morek.  